# Gare de Nézel - Aulnay
La gare de Nézel - Aulnay est une gare ferroviaire française de la ligne de Plaisir - Grignon à Épône - Mézières, située sur le territoire de la commune de Nézel, à proximité d'Aulnay-sur-Mauldre, dans le département des Yvelines, en région Île-de-France.
C'est une gare de la Société nationale des chemins de fer français (SNCF) desservie par les trains de la ligne N du Transilien (réseau Paris-Montparnasse).

## Situation ferroviaire
Établie à 30 m d'altitude, la gare de Nézel - Aulnay est située au point kilométrique (PK) 47,968 de la ligne de Plaisir - Grignon à Épône - Mézières, entre les gares de Maule et d'Épône - Mézières.
Elle est la dernière avant la bifurcation pour Mantes-la-Jolie (Le Havre) ou Paris (Gare Saint-Lazare).

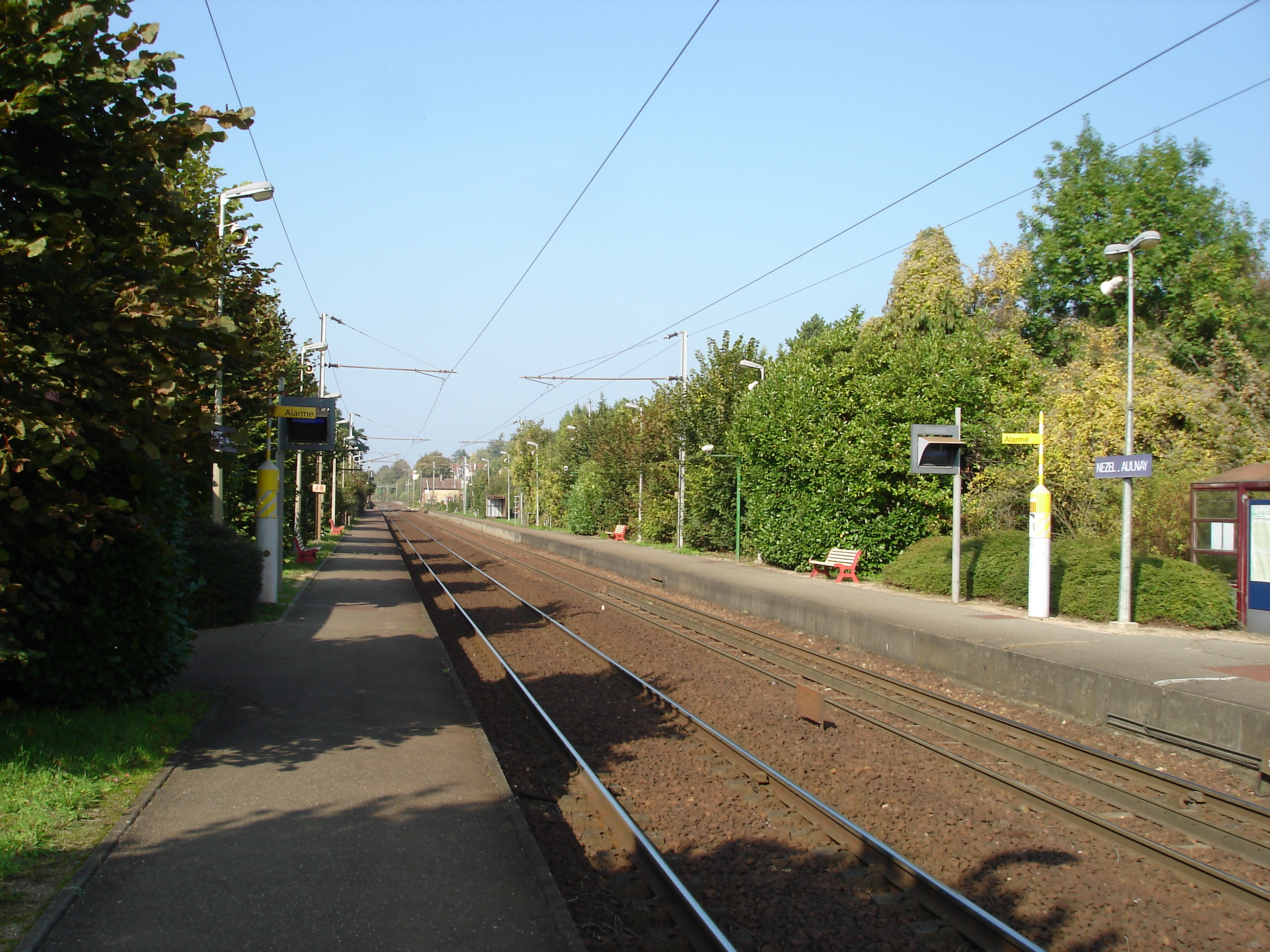
Vue générale de la gare.

## Histoire
Elle est mise en service le 30 août 1900 avec l'ouverture de la ligne de Plaisir - Grignon à Épône - Mézières.

## Service des voyageurs

### Accueil
Gare SNCF, elle dispose d'un bâtiment voyageurs sans guichet, d'automate Transilien et du système d'information sur les circulations des trains en temps réel.
Elle est équipée de deux quais latéraux : le quai 1 dispose d'une longueur utile de 220 m pour la voie 1 et le quai 2 d'une longueur utile de 220 m pour la voie 2. Le changement de quai se fait par un platelage posé entre les voies (passage protégé).

### Desserte
En 2022, la gare est desservie par des trains de la ligne N du Transilien (branche Paris-Montparnasse – Mantes-la-Jolie), à raison d'un train toutes les heures, sauf aux heures de pointe où la fréquence est d'un train toutes les 30 minutes.
Le temps de trajet est d'environ 11 minutes depuis Mantes-la-Jolie et d'une heure 4 minutes depuis Paris-Montparnasse.

### Fréquentation
De 2015 à 2023, selon les estimations de la SNCF, la fréquentation annuelle de la gare s'élève aux nombres indiqués dans le tableau ci-dessous.
| Année     | 2015   | 2016   | 2017   | 2018   | 2019   | 2020   | 2021   | 2022   | 2023   |
| --------- | ------ | ------ | ------ | ------ | ------ | ------ | ------ | ------ | ------ |
| Voyageurs | 79 481 | 81 051 | 82 538 | 82 478 | 82 508 | 36 842 | 67 723 | 68 248 | 88 357 |

### Intermodalité
La gare est desservie par les lignes 13, 28, 38, 511 et 512 du réseau de bus Centre et Sud Yvelines et par la ligne 34 du réseau de bus du Mantois. Un parking pour les véhicules et les vélos y est aménagé.

## Galerie de photos

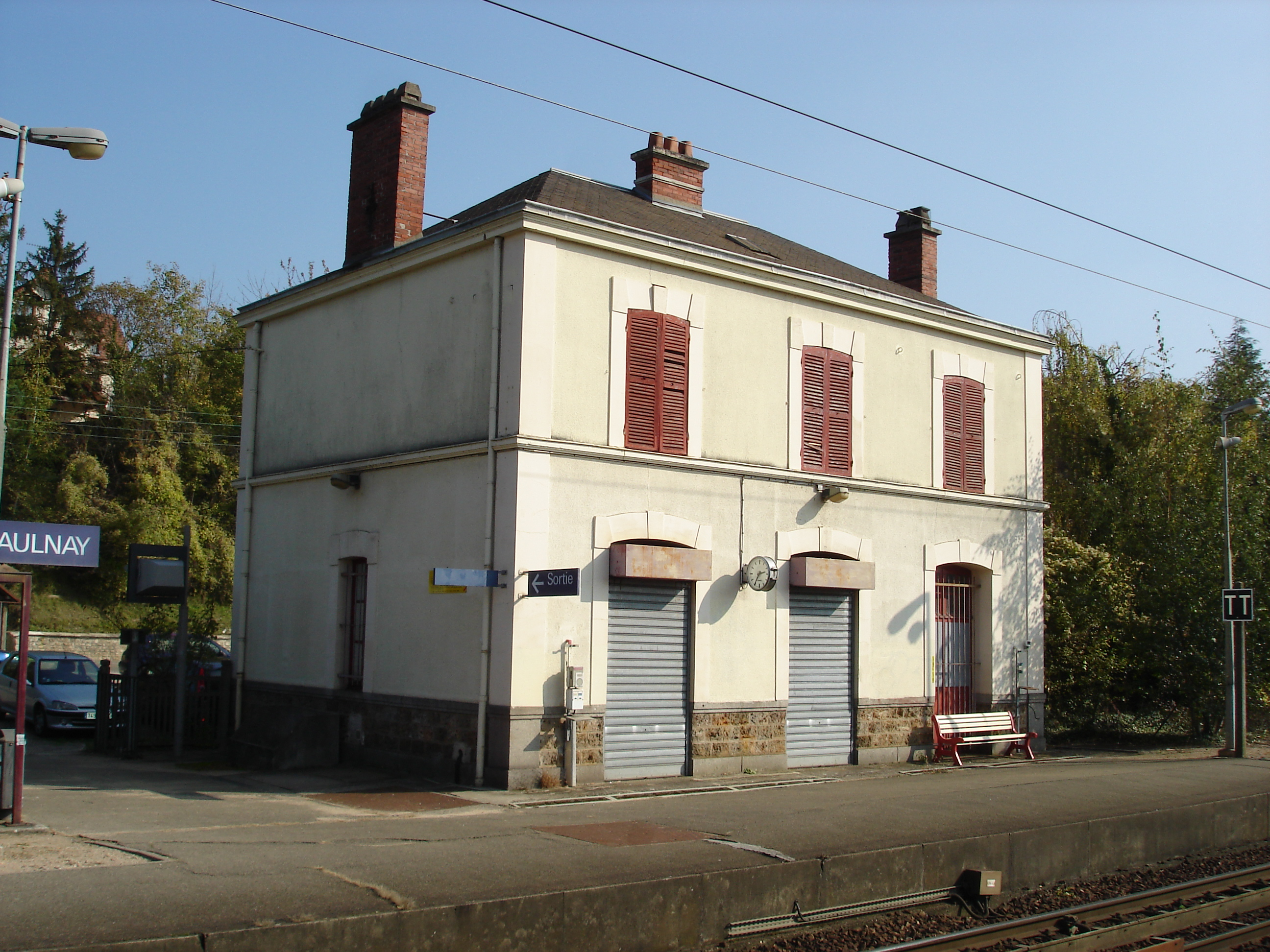
Le bâtiment voyageurs.
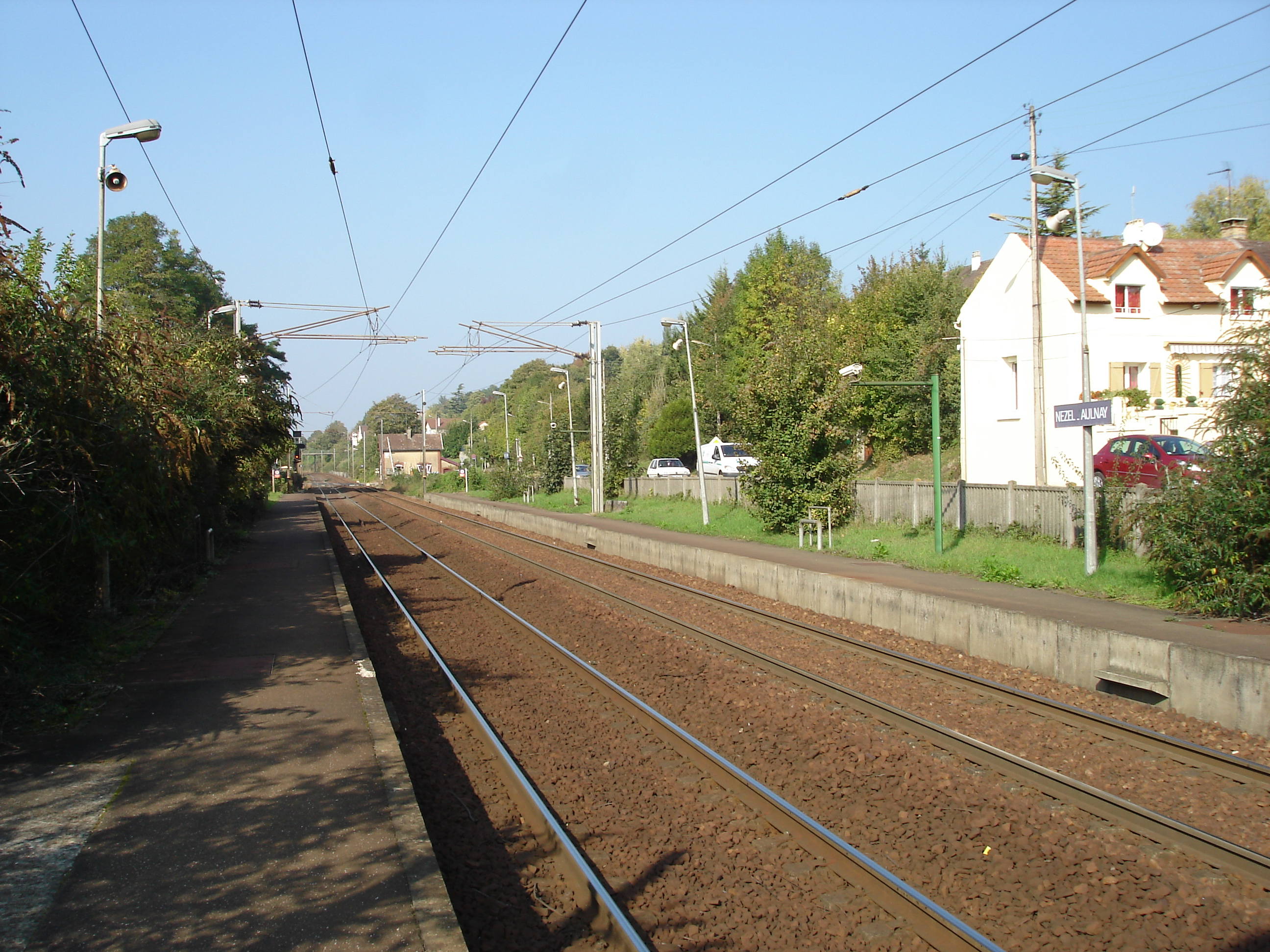
Vue vers Mantes-la-Jolie.
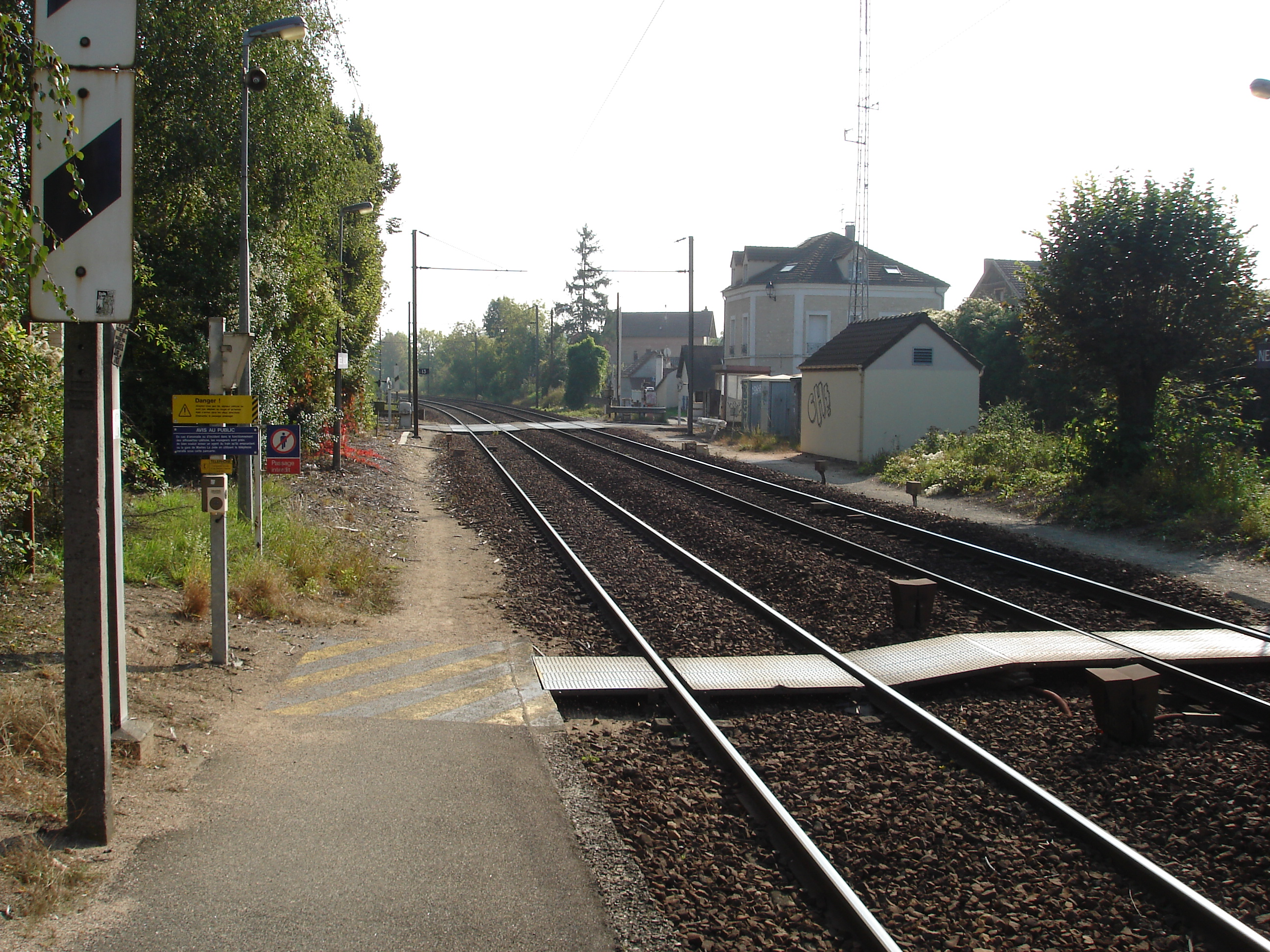
Vue vers Paris.
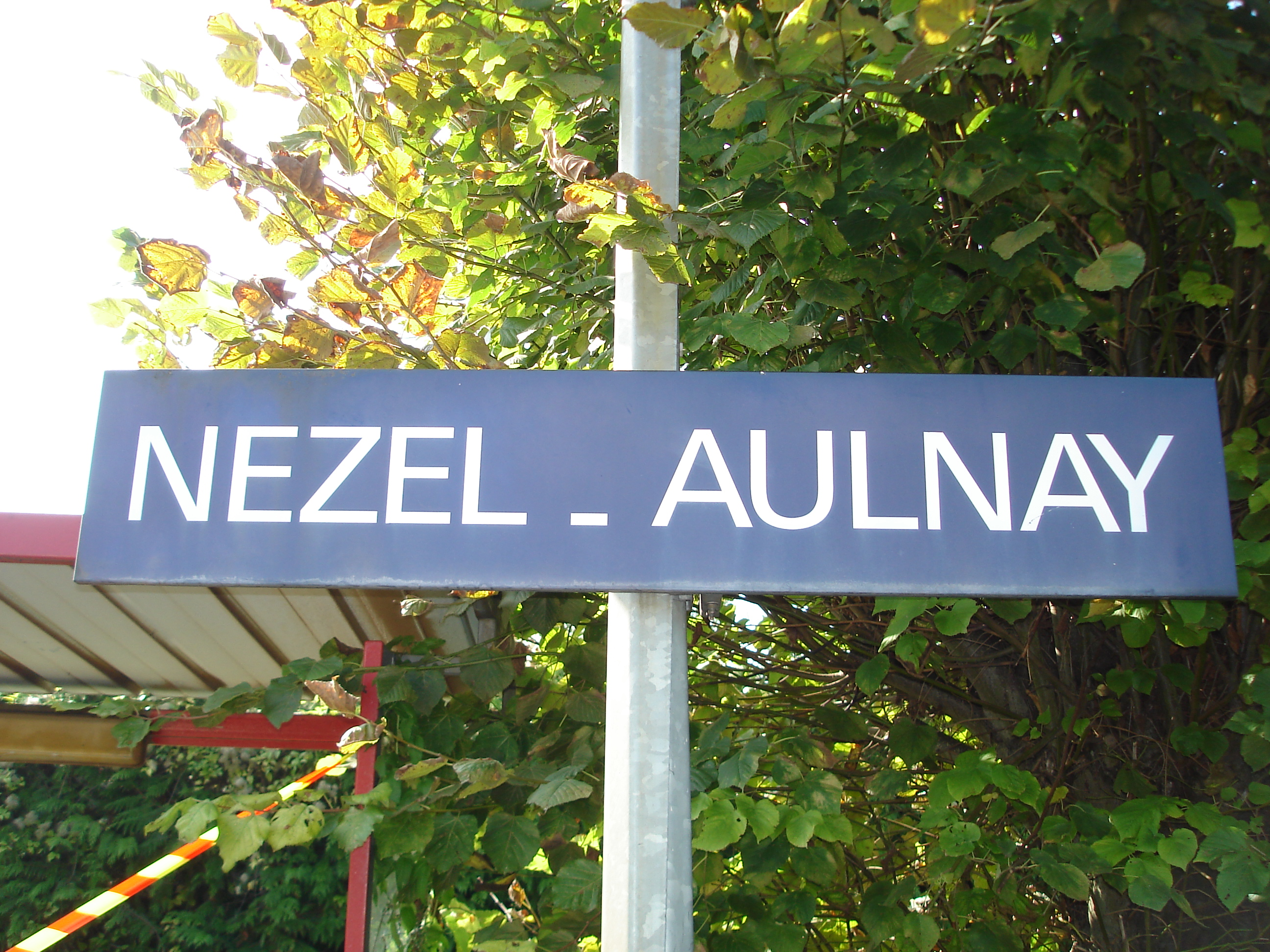
Panneau indiquant le nom de la gare.